# Колледжове
Колледжове (італ. Collegiove) — муніципалітет в Італії, у регіоні Лаціо,  провінція Рієті.
Колледжове розташоване на відстані близько 60 км на північний схід від Рима, 28 км на південний схід від Рієті.
Населення — 199 осіб (2014).

## Демографія
Населення за роками:

Станом на 1 січня 2023 року в муніципалітеті офіційно проживало 6 іноземців з 2 країн, серед них 4 громадяни країн Євросоюзу.

## Сусідні муніципалітети
- Аскреа
- Коллальто-Сабіно
- Марчетеллі
- Паганіко-Сабіно
- Поццалья-Сабіна
- Туранія